# Odeon Bërdufi
Odeon Bërdufi (født 20. oktober 1990 i Albanien) er en albansk fodboldspiller, der (pr. juli 2012) står uden kontrakt.